# برنارد سنكلير
برنارد سنكلير (بالفرنسية: Bernard Sinclair)‏ هو مغني أوبرا فرنسي، ولد في 1937 في مارك إن برول في فرنسا، وتوفي في 27 نوفمبر 2015 في باريس في فرنسا.